# Garantía de devolución de dinero
Una garantía de devolución de dinero, también conocido como una garantía de satisfacción, es esencialmente una simple garantía de que, si un comprador no está satisfecho con un producto o servicio, se hará un reembolso.
El empresario del siglo XVIII Josiah Wedgwood fue pionero en muchas de las estrategias de marketing utilizadas hoy en día, incluyendo la garantía de satisfacción o de devolución de dinero en toda la gama de sus productos de cerámica. Se aprovechó de su oferta de garantía para enviar sus productos a la rica clientela de toda Europa no solicitada. La garantía de devolución de dinero también fue una herramienta importante de precursores de ventas por correo en Estados Unidos, como Richard Sears y Powel Crosley Jr. para ganar la confianza de los consumidores.

## Afirmaciones falsas
El uso de garantías de devolución de dinero ha crecido significativamente en los últimos años y se ha convertido en práctica habitual en marketing directo en todos los medios. Muy a menudo, las empresas poco confiables lo utilizan como una táctica para hacer tambalear al cliente en una falsa sensación de seguridad. Muchas garantías de los vendedores a menudo caen fuera del alcance permitido de sus acuerdos comerciales con sus bancos. Por ejemplo, Visa y MasterCard explícitamente prohíben al vendedor ofrecer una garantía de devolución de dinero después de 90 días de la compra.
Las cuestiones relativas a las falsas garantías se han vuelto tan comunes que la Comisión Federal de Comercio ha abordado específicamente la cuestión en el Manual del Código de Regulaciones Federales (artículo 239.1).

## Recurso del cliente
Hay muchas maneras en que los clientes pueden tomar medidas para presionar a una empresa para que se adhiera a su garantía anunciada, como ponerse en contacto con las autoridades.